# Gerhard von Keussler
Gerhard von Keussler oppure Gerhard von Keußler (Schwanenburg, 5 luglio 1874 – Dresda, 21 agosto 1949) è stato un compositore e direttore d'orchestra tedesco.

## Biografia
Ricevette le sue prime lezioni di musica nella casa di famiglia. Da quando suo padre fu chiamato a San Pietroburgo nel 1885, completò la sua educazione presso il locale Petrischule e lavorò in seguito come tutore.
Nel 1894, iniziò a studiare botanica a Dorpat, prima di decidere di dedicarsi alla professione musicale. 
Nel 1900 si iscrisse al Conservatorio di Lipsia e studiò composizione con Carl Reinecke, contrappunto con Salomon Jadassohn e violoncello con Julius Klengel. Allo stesso tempo ha lavorato presso l'Università di Lipsia, dove si è laureato con una tesi sui Limiti dell'estetica nel 1902. 
Dal 1906 assunse la direzione dei Concerti Sinfonici e della Società Corale tedesca praghese; in questi anni tenne conferenze su argomenti storico-musicali e musicali-estetici. Dal 1918 diresse la Singakademie e i Concerti della Filarmonica amburghese.
Nel 1923 tentò di creare un'alternativa al completamento di Franz Xaver Süßmayr del Requiem di Mozart sostituendo le parti realizzate da Süßmayr con altre tratte da alcune Messe di Mozart; descrisse il tutto in un articolo, Mozart senza Süßmayr, che trovò ben poco credito.
Nel 1932 andò in Australia, dove contribuì notevolmente al miglioramento della vita musicale nei tre anni successivi. Nel 1934 fu nominato direttore musicale alla Cattedrale di San Patrizio a Melbourne.
Al suo ritorno in Germania alla fine del 1935 diventò membro dell'Accademia delle arti prussiana.
Nel 1941 il compositore si trasferì a Niederwartha in Sassonia, dove visse nella casa della sorella minore Lisbeth (1879-1972), una pittrice. Qui ha trascorso i suoi ultimi anni.
L'opera musicale di Keussler consistette principalmente di opere vocali, per le quali scrisse lui stesso i testi. Compose oratori di grandi dimensioni, così come opere, che il compositore descrisse come "drammi sinfonici". I testi delle opere riguardarono principalmente argomenti filosofici. Tra le opere strumentali spiccano due sinfonie a movimento unico.
Le sue opere sono state raramente eseguite dopo la sua morte, probabilmente perché la maggior parte delle composizioni richiede un cast di grandi dimensioni e per la peculiarità del suo linguaggio musicale.
Pubblicò numerosi saggi sulla musica nei giornali. Evidenziò un grande interesse per le epoche precedenti della storia della musica e ha lavorato su numerosi pezzi di vecchi maestri, tra i quali Giovanni Pierluigi da Palestrina.
Tra le sue composizioni, si annoverano gli oratori Jesus aus Nazareth, Die Mutter, Zebaoth e i drammi sinfonici Gefängnisse, Die Geisselfahrt.

## Opere principali

### Opere
(Libretti: Gerhard von Keussler)
- Wandlungen, dramma sinfonico in 7 atti (1904);
- Gefängnisse, dramma sinfonico in 3 atti (1914);
- Die Geisselfahrt, dramma sinfonico in 2 atti (1923);
- Der Bruder, dramma sinfonico in 3 atti;

### Oratori
- Gesù di Nazareth, oratorio biblico (1917);
- La madre, oratorio biblico (1919);
- Zebaoth, oratorio biblico (1924);
- In gioventù, oratorio popolare basato su vecchie canzoni tedesche (1926);

### Canzoni
(Testi:Gerhard von Keussler)
- Im Zeitenwandel, 6 brani con orchestra;
- Zur Ernte, per voce e orchestra;
- Gesänge nach eigenen Dichtungen, per tenore e pianoforte;
  - n. 1: Unterwegs, (1903);
  - n. 2: Rhapsodie, (1903);
  - n. 3: Aus dem Tagebuch, (1902–1905);
  - n. 4: Von der Sühne, (1903, 1913);
  - n. 5: Die Gefährtin, (1912);
  - n. 6: Das große Bündnis, (1912);
  - n. 7: Das Lied von der Liebe, (1913);
  - n. 8: Der alte Herd, (1914);
  - n. 9: Nachklänge, (1917);
  - n. 10: An die Einsamkeit, (1901);

### Sinfonie e poemi sinfonici
- Auferstehung und Jüngstes Gericht, affresco sinfonico per recitazione e orchestra (1904);
- Oriental Fantasia, per orchestra (1909);
- Morte, poema sinfonico per soprano, coro maschile e orchestra (del 1911);
- Sinfonia in La maggiore (1916);
- Alla morte, sinfonia melodrammatica per recitazione e orchestra (1922);
- Sinfonia in Re minore (1925);
- La grande alleanza, poema sinfonico per contralto e orchestra (1928);
- Sinfonia in Do maggiore (1929);
- Il castello, poema sinfonico per alto, coro maschile e orchestra (1929);
- Xenion, scena sinfonica per coro e orchestra per bambini (1933);
- Preludio solenne per organo e orchestra (1934);
- Australia, fantasia sinfonica (1935);
- Asma, poema sinfonico per contralto e orchestra (1936).